# Хомофобия
Хомофобия (от гръцкия префикс ομο-, означаващ еднаквост и думата φόβος – ‚страх‘) е термин, отнасящ се до страх, враждебност или дискриминация срещу хомосексуалността и хомосексуалните. Използва се още да означи омраза или пренебрежително отношение към хомосексуалните, сексуалното им поведение и като цяло служи, за да означи проява на отричане или нетърпимост.
Според официалните доклади на Европейската агенция за основни права (FRA), България е държавата с най-ниска търпимост към ЛГБТ-хората в целия Европейски съюз през 2009, 2011 и 2019 година. Според официалните данни на Евробарометър за 2019 година, едва 20% от респондентите от България считат, че няма нищо нередно във връзката между двама души от един и същи пол (при средна стойност за ЕС от 69%), докато 71% са на обратното мнение (при средна стойност за ЕС от 26%). Само 16% считат, че трябва да бъдат разрешени еднополовите бракове, а 76% са против.
Данните на публикувания през декември 2023 г. Евробарометър показват, че около две трети от гражданите на ЕС одобряват равните права за лесбийките, гейовете и бисексуалните хора, както и за транссексуалните хора; за 74% няма нищо нередно в сексуалните връзки между двама души от един и същи, а 72% смятат, че бракът между партньори от един и същи пол трябва да бъде разрешен в цяла Европа. В България промяната в нагласите е незначителна: 21% не виждат нищо нередно във връзката между двама души от един и същи пол, а 72% са на обратното мнение; за 16% еднополовите бракове трябва да бъдат разрешени в цяла Европа, докато 76% изразяват противоположна позиция.

## Етимология
Първоначално в английския език думата хомофобия е използвана, за да означи негативните нагласи и поведение спрямо хомосексуалните. За първи път думата е използвана в този смисъл в американското списание „Тайм“ от клиничния психолог Джордж Уейнбърг, който твърди, че идеята за термина му хрумнала по време на разговор с хомофилска група през 1965 г. и го популяризира чрез книгата си „Обществото и здравите хомосексуални“ през 1971 г. Представлява комбинация от старогръцките думи φόβος(фобос), означаваща „страх“ и представката ομο- от съществителното ομός, със значение „еднакъв“. По-стар синонимен термин „хомоеротофобия“ (homoerotophobia), изкован от д-р Уейнрайт Чърчил в книгата му Хомосексуалното поведение сред мъжете, 1967 г.

## Двойни асоциации и спорна употреба
Фактът, че думата „хомофобия“ съдържа в себе си „фобия“, провокира някои теоретици да разкритикуват семантичното поле на понятието. Американските психиатри Уолтър Хъдсън и Уендел Рикетс например, критикуват „размиването“ на понятието, което се използва за всякакви негативни нагласи, вярвания или действия спрямо хомосексуалните. Те наблягат на разликата между интелектуалната негативна нагласа спрямо хомосексуалните (която наричат хомонегативизъм) и личните, афективни реакции спрямо тях. Хъдсън и Рикетс определят хомонегативизма, като многоизмерна конструкция, включваща осъдителни нагласи спрямо моралността на хомосексуалността, решения относно личните и социални взаимоотношения с хомосексуалните, както и всякакъв тип нагласи спрямо законодателството и социалното устройство, свързани с хомосексуалнистта. От друга страна според тях, хомофобията следва да се определя като емоционална и афектирана реакция, включваща страха, безпокойството, гнева, дискомфорта и омразата, които една личност може да изпитва в контакта си с хомосексуални лица, което може да включва или да не включва когнитивен компонент. Такава конкретизация на термина съвпада с определенията на Уайнбърг и критиката на Дейвид Хага към стриктно придържане към фобийната дефиниция при употребата на термина.
Психологът Грегъри Херек предлага термина „полов (сексуален) предразсъдък“, като по-подходящ от хомофобия, когато става въпрос за негативни нагласи спрямо хомосексуалните, тъй като не засяга мотивацията, набляга на по-широкия контекст на социалните психологически изследвания върху предразсъдъците и избягва осъдителната оценка спрямо подобни нагласи.
Като наставка обаче „-фобия“ се използва и извън специализираната терминология. Такива по характер например са думите русофоб и франкофоб, както и техните антоними – русофил и франкофил. Тези думи нямат за цел да определят патологично състояние, а да окачествят насоката на гледна точка по даден въпрос.
В замяна на термина хомофобия често се използват формулировки като сексизъм, хетеросексизъм, и хетеросексуализъм, с цел да се избегне асоциацията с фобия. Това се налага, за да се избягва понякога грешното тълкуване на термина, тъй като, макар да е възможно хомофобията да е проявление на психологични или психиатрични проблеми, като такова тя е рядко срещана и сама по себе си не представлява психично или психиатрично заболяване.

## Страх от идентификация с хомосексуалността
Според теоретици като Калвин Томас и Джудит Бътлър хомофобията е преди всичко страх у хетеросексуалния да бъде идентифициран като хомосексуален. Тази теза изказва твърдението, че хомофобските емоции спрямо хомосексуалността са активен опит за дистанциране от негативно разгледаната категория и идентификация с един по-положително приеман социален статус. Това утвърждава личността в образа ѝ на хетеросексуална, в границите на хетеронормативността на мнозинството и избягване възможността за идентификация с хомосексуалността.
Американската психоаналитичка Нанси Чодоров разглежда мъжествеността като много по-чувствителна и ранима от женствеността. В традиционната концепция за предаването на мъжествеността на Фройд тя представя хомофобията като защитна реакция на мъжествеността срещу чуждия експресивен фемининен модел на отношение със света. За този тип момчета и мъже, които изпитват трудности със затвърждаването на собствената мъжественост, собственият аз, както и възприятието за околния свят, са заключени в бинарни опозиции по модела на архаичното митологично мислене – мъже/жени, силни/слаби, мъжествено/женствено, добро/лошо. Те потискат експресивните фемининни модели на поведение и отношение с околните и затвърждават един положителен за тях, хетеросексуален аз-образ.

## Интернализирана хомофобия
Интернализирана хомофобия  (или его-дистонична хомофобия) се нарича проявата на предразсъдъци, която някои хомосексуални изпитват спрямо другиге като тях и към самите себе си. Такива хора изпитват дискомфорт и неодобрение спрямо собствената си сексуална ориентация и я пазят в дълбока тайна. Вътрешното противоборство между демонстрираната и желаната/реалната сексуалност води до клинични депресии и е причина за повишената склонност към самоубийство сред хомосексуалните юноши.
Д. А. Милър и други автори смятат, че първопричина за хомофобията е сексизмът, според който жената е по-низша и подчинена на мъжа, а сексът служи за удоволствие единствено на мъжа и е форма на подчинение и експлоатация на жената. Поради това се смята за унизително един мъж да приема „женската роля“ по време на сексуален акт.

## Хомофобия в България
От 2008 г. през месец юни в София ежегодно се провеждат гей паради, но маршрутът нито един път не е бил обявяван предварително, поради съображения за сигурност. Шествията се охраняват от стотици полицаи и частни охранители, с тежка специална техника и въпреки това всяка година участниците са нападани от хомофоби.
През 2008 г. в Борисовата градина в София умира след тежък побой 25-годишния студент по медицина Михаил Стоянов. При разпита в полицията убийците Р. Кирчев и А. Георгиев, които към момента на извършване на нападението са непълнолетни, заявяват, че са нападнали непознатия им Стоянов само защото са „прочиствали“ парка от гейове, а той им заприличал на такъв. Полицията доказва, че извършителите не са действали сами, а в група от пет-шест души, които са извършили най-малко десет нападения над хора, които „приличали на хомосексуални“.
На 14 юни 2013 е нападнат организирания в Пловдив фестивал на киноизкуството, посветено на ЛГБТ. Малко преди началото на прожекцията в помещението нахълтват десетина националисти с викове „Тук ли ще е педераската прожекция?“. Минути по-късно те се нахвърлят с обиди и заплахи към събралите се зрители и организаторите. Заплашват, че това ще е „първият и последният гей фестивал в Пловдив“, че „няма да позволят тези болни изроди хомосексуалните да промиват мозъците“. Разрушават прожекционната техника и напускат заведението. Управителката на заведението не пожелава да повика СОТ, а повиканите полицаи от Второ РУП пристигат след 20 минути.
На 12 февруари 2019 по хомофобски подбуди, в центъра на София е нападната собственичката на бар „Колибри“ и „65 светулки“ Галя Петкова. Нападателят я обижда, тя го подминава, но той я настига и я напада. Избива ѝ два зъба. „Вървях си по тротоара и в момента, в който се обърнах, усетих удар в устата. Каза ми: „Да не съм те видял повече тук“, обърна се и избяга. Всичко стана толкова бързо, че дори не извиках, изплюх си зъбите“ разказва пострадалата.
Българското законодателство не разглежда по особен начин извършителите на деяния, мотивирани от хомофобия, макар тя да се приравнява от Съвета на Европа с расизма.